# Fernando Barrios Ipenza
Fernando Barrios Ipenza (Chincheros, Apurímac, 28 de agosto de 1959) es un administrador, empresario, ingeniero eléctrico y político peruano. Fue Ministro del Interior del Perú de 14 de septiembre a 22 de noviembre del 2010.

## Estudios
Realizó sus estudios primarios y secundarios en el Colegio Salesiano Santa Rosa de Huancayo. Se graduó de como Ingeniero Eléctrico en la Universidad Nacional del Centro del Perú (UNCP), con sede en Huancayo. Ostenta el grado de Master Business Administration (MBA)  por la Universidad de Quebec, Montreal, Canadá. Además es Doctor (Sobresaliente Mención cum laude) en Gestión Estratégica y Negocios Internacionales de la Universidad de Sevilla, España. Igualmente culminó el Programa de Master en Administración Pública en el Instituto Ortega y Gasset adscrito a la Universidad Complutense de Madrid. Estudió el Curso Anual Especial de Defensa y Desarrollo Nacional en el Centro de Altos Estudios Nacionales (CAEN). Además tiene Diplomas del Programa de Alta Dirección de la Universidad de Piura y del Programa Avanzado de Dirección de Empresas (PADE) – de ESAN – Escuela de Negocios.
También realizó estudios del Advanced Management Program en el Programa de Alta Dirección de la Universidad de Piura, el Curso de Negociación Avanzada en INCAE -Costa Rica, así como el Management Innnovation Program-MIS-en Babson College de Estados Unidos.
EL año 2022 llevó el CEO Program en Northwestern University - Kellogg School of Management.

## Trayectoria en gestión privada

### Presidente y propietario de la Corporación Educativa Continental
Corporación que agrupa un conjunto de Instituciones Educativas como la Universidad Continental, el Instituto de Educación Superior Continental y la Escuela de Postgrado Continental.
La Universidad Continental es una prestigiosa entidad educativa que cuenta con multicampus en Arequipa, Cusco, Huancayo y Lima y campus virtual a nivel nacional e internacional.
El Instituto Continental tiene más de 36 años formando profesionales líderes, cuenta con 9 carreras técnicas y 3 modalidades de estudio que garantizan el éxito de sus estudiantes.
La Escuela de Posgrado Continental está consolidada como el primer centro de formación de profesionales altamente especializados en gestión pública en el Perú además ofrecen capacitación especializada al sector privado.

### Presidente y socio fundador de Caja Rural de Ahorro y Crédito - Caja Centro
Caja Centro es una sólida entidad financiera que brinda soluciones integrales y que se compromete de forma activa con el desarrollo de iniciativas empresariales y personales.

### Presidente de CADE Ejecutivos 2024
Presidente del comité organizador de la 62° edición de CADE Ejecutivos, el foro empresarial más importante del Perú que se realiza en Arequipa del 26 al 28 de noviembre.

### Miembro del Directorio y del Comité Ejecutivo de IPAE
IPAE es una asociación empresarial privada, independiente, sin fines de lucro, que desde 1959 convoca a los líderes comprometidos de diversos sectores para reflexionar, proponer y ejecutar iniciativas y propuestas para hacer del Perú un país desarrollado.

### Presidente del Consejo Directivo de FIPES (Federación de instituciones privadas de educación superior)
FIPES es una red fundada el 23 de octubre de 2009, en la ciudad de Lima, conformada por destacadas universidades privadas, mejores institutos tecnológicos y escuelas de educación superior del Perú.  

### Incluido como las personas más influyentes en educación superior de Perú
El Grupo Educación al Futuro elaboró su ranking 2023 entre educadores de la educación básica, educación superior, directivos y líderes de opinión en el sector buscando a los personajes más influyentes en la educación peruana. El sondeo se realizó la primera quincena del mes de diciembre último, con una participación record de más de 4800 personas. En este ranking se encuentra Fernando Barrios con 11.6%.

### Reconocido como Líder Empresarial del Cambio - 2023
Reconocido por su compromiso con la educación y liderazgo en el rubro educativo. En una entrevista con un diario El Comercio, Barrios enfatiza la importancia de la evaluación continua y la responsabilidad en la educación.

## Trayectoria en gestión pública
Participó en las elecciones del 2002 como candidato del APRA a la alcaldía provincial de Huancayo, ganando la representación y ejerciendo el cargo del 2003 al 2006. También fue miembro del Consejo directivo de Consejo Nacional de Descentralización (CND), siendo nombrado representante de los Alcaldes Provinciales del Perú. Fue también Presidente de la Empresa de Agua Sedam – Huancayo, Vicepresidente de la Sociedad de Beneficencia Pública de Huancayo y Presidente del Ramo de Loterías.
Iniciado el segundo gobierno de Alan García, fue nombrado Presidente Ejecutivo del Seguro Social de Salud del Perú (ESSALUD), cargo que ejerció de septiembre del 2006 hasta octubre del 2010, antes de ser nombrado Ministro del Interior.

### Ministro del Interior
El 14 de septiembre del 2010 juró como ministro del Interior, integrando un nuevo gabinete presidido por José Antonio Chang. Reemplazó en dicho portafolio a Octavio Salazar Miranda, quien acababa de renunciar para poder postular al Congreso.

### Controversias
Tras dos meses y una semana en el cargo como Ministro del Interior durante el segundo gobierno de Alan García, (que lo consideró como un «excelente ministro»), Barrios tuvo que renunciar tras el escándalo desatado por una denuncia periodística, que puso al descubierto que había cobrado indebidamente a EsSalud 89 937 soles por concepto de liquidación y despido arbitrario, cuando en realidad no había sido víctima de ningún despedido, sino que solo había aceptado hacerse cargo del despacho del Interior. Rápidamente, fue reemplazado por el entonces director general de la PNP, Miguel Hidalgo Medina.
En su defensa, Barrios adujo que el monto mencionado no era por “despido arbitrario” sino que se trataba de indemnización por “cese de funciones”, y que todo estaba enmarcado de acuerdo a la ley laboral. No obstante lo cual, dijo estar dispuesto a devolver el íntegro total de su liquidación, que llegaba a la suma de 198 311 soles.

## Premios y reconocimientos
- Universidad Nacional Hermilio Valdizán, Huánuco – Perú, doctor honoris causa.
- Universidad Nacional de Tumbes, doctor honoris causa.
- Universidad Nacional del Centro del Perú, doctor honoris causa.
- Universidad de Chiclayo, Profesor Honorario.
- Universidad Nacional Daniel Alcides Carrión, Profesor Honorario.
- Municipalidad Provincial de Chincheros, Hijo Ilustre.
- Provincia de Andahuaylas, Hijo Predilecto.
- Declarado Huésped Ilustre en Pichanaki, Trujillo, Iquitos y otras ciudades del Perú.
- Entrega de Llaves de la ciudad de la Oroya, Tarma y Satipo, La Merced
- Presidencia de la República: Orden al Mérito por Servicios Distinguidos en el Grado de “Gran Oficial”
- Orden Sanmartiniana en el grado de Caballero por la Universidad de San Martín de Porres.